# Oligoasthénotératospermie
L'oligoasthénotératospermie (ou OATS) est, dans les cas d'infertilité masculine, la présence d'une combinaison d'anomalies des spermatozoïdes. Les spermatozoïdes sont  en quantité insuffisante dans le sperme (oligospermie), présentent une mobilité réduite (asthénospermie) et sont malformés  (tératospermie).